# Sandra Braz Bastos
Sandra Braz Bastos (Lobão, 1978. március 1. –) portugál nemzetközi női labdarúgó-játékvezető.

## Pályafutása

### Nemzetközi játékvezetés
A Portugál labdarúgó-szövetség Játékvezető Bizottsága (JB) terjesztette fel nemzetközi játékvezetőnek, a Nemzetközi Labdarúgó-szövetség (FIFA) 2004-től tartotta nyilván bírói keretében. Több nemzetek közötti válogatott és klubmérkőzést vezetett, vagy működő társának 4. bíróként segített. UEFA besorolás szerint a 2. kategóriába tevékenykedik.

#### Labdarúgó-világbajnokság
A világbajnoki döntőhöz vezető úton Németországba a 2011-es női labdarúgó-világbajnokságra a FIFA JB bíróként alkalmazta.

##### 2011-es női labdarúgó-világbajnokság

###### Világbajnoki mérkőzés
| Időpont         | Helyszín                         | Mérkőzés típusa              | Mérkőzés             | Eredmény | Nézők száma |
| --------------- | -------------------------------- | ---------------------------- | -------------------- | -------- | ----------- |
| 2010. május 20. | Jurij Gagarin Stadion, Chernihiv | csoportmérkőzés (4. csoport) | Ukrajna–Magyarország | 4 : 1    |             |

##### 2015-ös női labdarúgó-világbajnokság

###### Selejtező mérkőzés
| Időpont              | Helyszín                       | Mérkőzés típusa           | Mérkőzés               | Eredmény | Nézők száma |
| -------------------- | ------------------------------ | ------------------------- | ---------------------- | -------- | ----------- |
| 2013. szeptember 22. | Tórsvøllur Stadion, Tórshavn   | előselejtező (4. csoport) | Feröer-szigetek–Skócia | 2 – 7    | 130         |
| 2013. október 26.    | Josip Radnik Stadion, Sesvete  | előselejtező (1. csoport) | Horvátország–Szlovákia | 0 – 1    | 500         |
| 2014. április 10.    | Carl Benz Stadion, Mannheim    | előselejtező (1. csoport) | Németország–Szlovénia  | 4 – 0    | 7122        |
| 2014. június 14.     | Városi Stadion, Lviv           | előselejtező (6. csoport) | Ukrajna–Montenegró     | 7 – 0    | 1822        |
| 2014. szeptember 17. | Silvio Piola Stadion, Vercelli | előselejtező (2. csoport) | Olaszország–Macedónia  | 15 – 0   | 870         |

#### Labdarúgó-Európa-bajnokság

##### U19-es női labdarúgó-Európa-bajnokság
Fehéroroszország a 12., a 2009-es U19-es női labdarúgó-Európa-bajnokságot, Olaszország a 13., a 2011-es U19-es női labdarúgó-Európa-bajnokságot rendezte, ahol az UEFA JB játékvezetőként foglalkoztatta.

###### 2009-es U19-es női labdarúgó-Európa-bajnokság
| Időpont          | Helyszín               | Mérkőzés típusa              | Mérkőzés                     | Eredmény |
| ---------------- | ---------------------- | ---------------------------- | ---------------------------- | -------- |
| 2009. július 19. | Darida Stadion, Minszk | csoportmérkőzés (A. csoport) | Fehéroroszország–Németország | 9 : 0    |
| 2009. július 16. | Darida Stadion, Minszk | csoportmérkőzés (B. csoport) | Svédország–Izland            | 2 : 1    |

###### 2011-es U19-es női labdarúgó-Európa-bajnokság
| Időpont          | Helyszín                       | Mérkőzés típusa              | Mérkőzés                  | Eredmény |
| ---------------- | ------------------------------ | ---------------------------- | ------------------------- | -------- |
| 2011. május 30.  | Romeo Galli Stadion, Imola     | csoportmérkőzés (A. csoport) | Olaszország–Oroszország   | 2 : 1    |
| 2011. június 2.  | Enrico Nanni Stadion, Bellaria | csoportmérkőzés (B. csoport) | Németország–Spanyolország | 1 : 0    |
| 2011. június 11. | Romeo Galli Stadion, Imola     | döntő                        | Norvégia–Németország      | 1 : 8    |